# Peperomia nequejahuirana
Peperomia nequejahuirana är en pepparväxtart som beskrevs av William Trelease. Peperomia nequejahuirana ingår i släktet peperomior, och familjen pepparväxter. Inga underarter finns listade i Catalogue of Life.